# Malcorus pectoralis
Malcorus pectoralis là một loài chim trong họ Cisticolidae.